# Lilongwe
Lilongwe je hlavní město afrického státu Malawi. Město leží v nadmořské výšce 1 050 m na soutoku řek Lilongwe a Namanthanga. Má přes milion obyvatel. Nedaleko města se nachází trojmezí mezi státy Malawi, Mosambikem a Zambií. Lilongwe je druhé největší město v Malawi.  Největší je Blantyre. V Lilongwe sídlí parlament, ale z ekonomického pohledu je za nejdůležitější město považováno Blantyre.

## Klima
Klima je vcelku teplé, suché, jak dokládá přehled teplot vzduchu v noci a přes den a dny se srážkami.
| Měsíc                          | Led | Úno | Bře | Dub | Kvě | Čer | Čer | Srp | Zář | Říj | Lis | Pro | Rok  |
| ------------------------------ | --- | --- | --- | --- | --- | --- | --- | --- | --- | --- | --- | --- | ---- |
| Průměrná teplota přes den [°C] | 25  | 25  | 25  | 24  | 23  | 22  | 21  | 22  | 26  | 27  | 27  | 25  | 24,5 |
| Průměrná teplota přes noc [°C] | 18  | 17  | 17  | 16  | 13  | 10  | 10  | 11  | 13  | 16  | 18  | 18  | 15   |
| Počet dnů se srážkami          | 17  | 15  | 14  | 8   | 0   | 1   | 0   | 1   | 1   | 1   | 8   | 13  | 79   |

## Obyvatelstvo
V roce 2020 v Lilongwe žilo 1 122 000 obyvatel. Počet obyvatel tak vzrostl z původních 902 388 v roce 2009.

## Historie
Na místě dnešní metropole Malawi bylo zbudováno opevnění v roce 1902 pro místního správce. O čtyři roky později se stalo správním centrem. Během 20. let 20. století jeho poloha na křižovatce několika obchodních cest z něj učinila přirozené centrum především pro zemědělské produkty. 
Statut města získalo Lilongwe v roce 1947.
Lilongwe se stalo hlavním městem v roce 1974, kdy se stalo správním centrem země namísto Zomby. Přesun však nebyl snadný, neboť poslední úřady sem byly přemístěny až v roce 2005. 
V 70. a 80. letech 20. století zde bylo zrealizováno mezinárodní letiště, železniční spojení s městy na východě země a do sousední Zambie směrem na západ; průmyslové objekty v severní části města a další. 
V roce 2011 zasáhly město násilnosti.
Roční růst počtu obyvatel zde činil až 4 %, což umožnilo aby se Lilongwe stalo milionovým městem v první polovině 21. století. Tato skutečnost nicméně vedla k tomu, že město začaly obklopovat neformální čtvrti, resp. slumy. V nich žijí zhruba tři čtvrtiny místních obyvatel.

## Kultura a pamětihodnosti
Nápadný je zde památník obětem první světové války, který leží v severní části metropole.

## Doprava
Zmíněné mezinárodní letiště leží cca 7 km severně od města. Je nejstarším vzdušným přístavem v Malawi.
Z města jsou pravidelně vypravovány do sousedních sídel i autobusové spoje. Mezinárodní autobusové linky směřují do Jihoafrické republiky, Zambie a Tanzánie. Primární silniční síť je organizována v severo-jižním a západo-východním směru; jednotlivé hlavní čtypřoudé třídy spojují kruhové objezdy. Vnitřní okruh je spojen s hlavními komunikacemi, vnější okruh zajišťuje dopravní spojení průmyslovým zónám na okraji metropole. 
Železniční spojení vede do sousední Zambie. Ve městě je železniční stanice.

## Zdravotnictví
V jižní části metropole stojí rozsáhlý komplex Nemocnice Kamuzu.

## Sport
V severozápadní části města se nachází Bingu National Stadium.

## Partnerská města
- Lusaka, Zambie (2004)
- Tchaj-pej, Tchaj-wan (1984)